# Patrick Troughton
Patrick Troughton (Mill Hill, 1920. március 25. – Columbus, 1987. március 28.) angol színész. 
Legismertebb szerepe a második Doctor a Ki vagy, doki? című sorozatban. Ő volt az első színész, aki Robin Hoodot játszotta a tévék képernyőjén.

## Fiatalkora
Troughton 1920. március 25-én született Angliában. Két testvére volt: Alec Robert (1915–1994) és Mary Edith (1923–2005). Mill Hillben járt iskolába és élete nagy részét Mill Hillben töltötte. Majd később egy színésziskolába járt Londonban. 1937-ben Long Islandbe (New Yorkba) utazott, hogy a Tonbridge Repertory nevű cégnek dolgozhasson.
Mikor kirobbant a második világháború, visszaindult egy hajó fedélzetén, ami tengeri aknára futott és Anglia partjainál süllyedt el. Patricknek sikerült a süllyedő hajót egy mentőcsónakon elhagynia. 1940-ben csatlakozott a Királyi Haditengerészethez.

## Pályafutása

### Doctor Who
1966-ban a Doctor Who akkori producere Innes Lloyd egy új színész után nézett a Doktor szerepére, mivel William Hartnell egészségügyi gondok miatt nem tudta folytatni. Olyasvalakit szeretett volna, aki úgy néz ki, mint Hartnell. Később Troughtonra esett a választás, mivel úgy vélték nagyon sokoldalú színész. Ő volt az első olyan doktor, akinek az arca megjelent a főcímben, valamint a The Enemy of the World című részben egyszerre két szerepet játszott el egyszerre (a Doktorét és a főgonosz Salamander szerepét is).
Míg ő játszotta a Doktort 40-44 rész készült el évente. 1969-ben (3 év után) úgy döntött, hogy elhagyja a sorozatot. Helyét pedig Jon Pertwee vette át.
Miután formálisan elhagyta a sorozatot még háromszor visszatért. Első visszatérése a The Three Doctors című epizódban volt, ami a 10. évfordulója volt a sorozat elindulásának. Majd 10 évvel később ismét feltűnt a 20. évfordulós részben, mely a The Five Doctors címet viseli. Utolsó visszatérése 1985-ben volt, ahol az akkori Doktorral Colin Bakerrel szerepelt egy képernyőn a The Two Doctors című részben.

## Halála
1987. március 27-én (két nappal 67. születésnapja után), Troughton a II. Magnum Opus Con-on (science fiction találkozó) lépett fel Columbusban, Georgia államban az Amerikai Egyesült Államokban.
Másnap 7:25 perckor, miután megrendelte a reggelijét egy harmadik egyben egy utolsó szívrohamot kapott, amit nem élt túl.

## Főbb filmjei
- The Moonraker (1958)
- Az operaház fantomja (1962)
- Az aranygyapjú legendája (Jason and the Argonauts, 1963)
- A sebhelyes Drakula (1970)
- Frankenstein and the Monster from Hell (1973)
- Ómen (1976)
- Szindbád és a tigris szeme (1977)
- Doctor Who (1966-1985)
- Szupernagyi (1987)